# François-Xavier Dumortier
François-Xavier Dumortier (Levroux, 4 november 1948) is een Frans priester en jezuïet. Sinds september 2010 is hij rector magnificus van de Pauselijke Gregoriaanse Universiteit.

## Biografie
Dumortier is geboren in het Franse Levroux en trad in bij de jezuïeten op zijn vijfentwintigste levensjaar. Hij ontving de priesterwijding in 1982 en legde in 1990 zijn eeuwige geloften als jezuïet af. 
Als professor filosofie doceerde hij twintig jaar aan het Centre Sèvres, in Parijs, de universiteit voor filosofie en theologie van de jezuïeten. Van deze universiteit was hij tevens rector in de periode 1997-2003, waarna hij werd verkozen tot pater-provinciaal voor het Franse provincie.
In april 2010 benoemde paus Benedictus XVI Dumortier tot rector magnificus van de Pauselijke Gregoriaanse Universiteit. Zijn functie werd op 1 september van hetzelfde jaar daadwerkelijk van kracht.
- Gemeinsame Normdatei: 1124747435
- International Standard Name Identifier: 0000 0003 5845 1181
- Library of Congress Control Number: no2003096002
- Nationale Bibliotheek van Tsjechië: xx0177357
- Système universitaire de documentation: 056895798
- Virtual International Authority File: 208028176
- WorldCat: E39PBJwdft7M4KwbqrgwH7PhHC